# Kostelec, Hodonín
Kostelec là một làng thuộc huyện Hodonín, vùng Jihomoravský, Cộng hòa Séc.